# La Toilette de la morte
La Toilette de la morte est un tableau réalisé par le peintre français Gustave Courbet vers 1850-1855, et laissé inachevé. De format horizontal, ou « paysage », cette huile sur toile est une scène de genre qui représente une douzaine de femmes en train de s'affairer dans un intérieur autour d'une morte maintenue en position assise pour sa toilette. 
Si une radiographie a montré qu'elle a initialement été peinte nue, la défunte y figure vêtue d'une robe blanche. En outre, un miroir a été planté dans ses bras par celle qui l'apprête, debout derrière elle, de sorte que c'est par elle-même qu'elle semble tenir le cadre près de son visage. De tels détails ont longtemps permis de la percevoir comme une mariée bien vivante pendant la préparation de sa noce, d'où l'ancien titre devenu obsolète, La Toilette de la mariée. Celui-ci a été proposé par la propre sœur de l'artiste, Juliette Courbet, au moment de la vente qui a eu lieu après la disparition du peintre, lequel ne s'est jamais séparé de la toile.
Achetée en 1929 par le biais du Drayton Hillyer Fund, elle est conservée au Smith College Museum of Art, à Northampton, dans le Massachusetts, aux États-Unis.